# تیم ملی فوتبال زنان تایلند
تیم ملی فوتبال زنان تایلند نمایندهٔ فوتبال زنان این کشور در ردهٔ ملی است و تحت نظارت فدراسیون فوتبال تایلند (FAT) قرار دارد.علیرغم سرمایه‌گذاری کمتر نسبت به فوتبال مردان، فوتبال زنان تایلندی در حال پیشرفت است که از جمله موفقیت‌های آنان می‌توان به قرار گرفتن در ردهٔ پنجم در بازیهای جام ملتهای آسیا در سال ۲۰۱۴ اشاره کرد که باعث صعود آنها به جام جهانی فوتبال زنان ۲۰۱۵ به عنوان نخستین حضورشان در جام جهانی شد. با توجه به موفقیتهای این تیم در جام ملتهای آسیا فدراسیون فوتبال سلطنتی تایلند اعلام داشت که سرمایه بیشتری برای ساختن اولین نسل طلایی تایلند اختصاص می‌دهد.

## پیشینهٔ رقابتها

### جام جهانی
| ۱۹۹۱         | صعود نکرد   | صعود نکرد | صعود نکرد | صعود نکرد | صعود نکرد | صعود نکرد | صعود نکرد | صعود نکرد |
| ۱۹۹۵ تا ۱۹۹۹ | وارد نشد    | وارد نشد  | وارد نشد  | وارد نشد  | وارد نشد  | وارد نشد  | وارد نشد  | وارد نشد  |
| ۲۰۰۳ تا ۲۰۱۱ | صعود نکرد   | صعود نکرد | صعود نکرد | صعود نکرد | صعود نکرد | صعود نکرد | صعود نکرد | صعود نکرد |
| ۲۰۱۵         | مرحلهٔ گروهی | ۱۷ام      | ۳         | ۱         | ۰         | ۲         | ۳         | ۱۰        |
| مجموع        | ۱/۷         | -         | ۳         | ۱         | ۰         | ۲         | ۳         | ۱۰        |

### المپیک
| پیشینهٔ بازی‌های المپیک | پیشینهٔ بازی‌های المپیک | پیشینهٔ بازی‌های المپیک | پیشینهٔ بازی‌های المپیک | پیشینهٔ بازی‌های المپیک | پیشینهٔ بازی‌های المپیک | پیشینهٔ بازی‌های المپیک | پیشینهٔ بازی‌های المپیک | پیشینهٔ بازی‌های المپیک |
| سال                   | نتیجه                 | جایگاه                | بازی انجام داده       | برد                   | تساوی                 | باخت                  | گل زده                | گل خورده              |
| --------------------- | --------------------- | --------------------- | --------------------- | --------------------- | --------------------- | --------------------- | --------------------- | --------------------- |
| 1996 to ۲۰۱۲          | صعود نکرد             | -                     | -                     | -                     | -                     | -                     | -                     | -                     |
| ۲۰۱۶                  | انتخاب نشد            | -                     | -                     | -                     | -                     | -                     | -                     | -                     |
| ۲۰۲۰                  | {{مرحله سوم انتخابی}} | -                     | -                     | -                     | -                     | -                     | -                     | -                     |
| مجموع                 | ۰/۵                   | -                     | ۰                     | ۰                     | ۰                     | ۰                     | ۰                     | ۰                     |

### جام ملت‌های زنان آسیا
| پیشینهٔ جام ملتهای زنان آسیا | پیشینهٔ جام ملتهای زنان آسیا | پیشینهٔ جام ملتهای زنان آسیا | پیشینهٔ جام ملتهای زنان آسیا | پیشینهٔ جام ملتهای زنان آسیا | پیشینهٔ جام ملتهای زنان آسیا | پیشینهٔ جام ملتهای زنان آسیا | پیشینهٔ جام ملتهای زنان آسیا |
| سال                         | نتیجه                       | بازی انجام داده             | برد                         | تساوی                       | باخت                        | گل زده                      | گل خورده                    |
| --------------------------- | --------------------------- | --------------------------- | --------------------------- | --------------------------- | --------------------------- | --------------------------- | --------------------------- |
| ۱۹۷۵                        | نایب قهرمان                 | ۴                           | ۳                           | ۰                           | ۱                           | ۱۰                          | ۵                           |
| ۱۹۷۷                        | نایب قهرمان                 | ۴                           | ۳                           | ۰                           | ۱                           | ۸                           | ۳                           |
| ۱۹۷۹                        | صعود نکرد                   | -                           | -                           | -                           | -                           | -                           | -                           |
| ۱۹۸۱                        | نایب قهرمان                 | ۵                           | ۳                           | ۰                           | ۲                           | ۶                           | ۸                           |
| ۱۹۸۳                        | قهرمان                      | ۴                           | ۴                           | ۰                           | ۰                           | ۱۶                          | ۱                           |
| ۱۹۸۶                        | سوم                         | ۵                           | ۴                           | ۰                           | ۱                           | ۱۵                          | ۵                           |
| ۱۹۸۹                        | مرحلهٔ گروهی                 | ۳                           | ۰                           | ۰                           | ۳                           | ۱                           | ۱۲                          |
| ۱۹۹۱                        | مرحلهٔ گروهی                 | ۳                           | ۳                           | ۱                           | ۱                           | ۱                           | ۴                           |
| ۱۹۹۳                        | صعود نکرد                   | -                           | -                           | -                           | -                           | -                           | -                           |
| ۱۹۹۵                        | مرحلهٔ گروهی                 | ۲                           | ۱                           | ۰                           | ۱                           | ۳                           | ۴                           |
| ۱۹۹۷                        | صعود نکرد                   | -                           | -                           | -                           | -                           | -                           | -                           |
| ۱۹۹۹                        | مرحلهٔ گروهی                 | ۴                           | ۲                           | ۰                           | ۲                           | ۶                           | ۱۰                          |
| ۲۰۰۱                        | مرحلهٔ گروهی                 | ۴                           | ۲                           | ۰                           | ۲                           | ۵                           | ۹                           |
| ۲۰۰۳                        | مرحلهٔ گروهی                 | ۴                           | ۲                           | ۰                           | ۲                           | ۶                           | ۲۱                          |
| ۲۰۰۶                        | مرحلهٔ گروهی                 | ۴                           | ۱                           | ۰                           | ۳                           | ۲                           | ۲۶                          |
| ۲۰۰۸                        | مرحلهٔ گروهی                 | ۳                           | ۰                           | ۰                           | ۳                           | ۱                           | ۱۱                          |
| ۲۰۱۰                        | مرحلهٔ گروهی                 | ۳                           | ۱                           | ۰                           | ۲                           | ۲                           | ۷                           |
| ۲۰۱۴                        | پنجم                        | ۴                           | ۲                           | ۰                           | ۲                           | ۴                           | ۱۳                          |
| مجموع                       | بهترین: قهرمان              | ۴۸                          | ۲۷                          | ۱                           | ۲۶                          | ۷۰                          | ۱۳۸                         |

### بازی‌های آسیایی
| پیشینهٔ بازی‌های آسیایی | پیشینهٔ بازی‌های آسیایی  | پیشینهٔ بازی‌های آسیایی | پیشینهٔ بازی‌های آسیایی | پیشینهٔ بازی‌های آسیایی | پیشینهٔ بازی‌های آسیایی | پیشینهٔ بازی‌های آسیایی | پیشینهٔ بازی‌های آسیایی | پیشینهٔ بازی‌های آسیایی |
| سال                   | نتیجه                  | بازی انجام داده       | برد                   | تساوی                 | باخت                  | گل زده                | گل خورده              |                       |
| --------------------- | ---------------------- | --------------------- | --------------------- | --------------------- | --------------------- | --------------------- | --------------------- | --------------------- |
| 1951 to ۱۹۸۶          | No competition         | -                     | -                     | -                     | -                     | -                     | -                     |                       |
| 1990 to ۱۹۹۴          | وارد نشد               | -                     | -                     | -                     | -                     | -                     | -                     |                       |
| ۱۹۹۸                  | مرحلهٔ گروهی            | ۳                     | ۰                     | ۱                     | ۲                     | ۱                     | ۲۲                    |                       |
| ۲۰۰۲                  | وارد نشد               | -                     | -                     | -                     | -                     | -                     | -                     |                       |
| ۲۰۰۶                  | مرحلهٔ گروهی            | ۳                     | ۱                     | ۰                     | ۲                     | ۵                     | ۱۱                    |                       |
| ۲۰۱۰                  | مرحلهٔ گروهی            | ۲                     | ۰                     | ۰                     | ۲                     | ۰                     | ۶                     |                       |
| ۲۰۱۴                  | یک چهارم نهایی         | ۴                     | ۲                     | ۰                     | ۲                     | ۲۱                    | ۷                     |                       |
| مجموع                 | بهترین: یک چهارم نهایی | ۱۲                    | ۳                     | ۱                     | ۸                     | ۲۷                    | ۴۶                    |                       |

### جام قهرمانان ای اف اف
| پیشینهٔ جام قهرمانان ای اف اف | پیشینهٔ جام قهرمانان ای اف اف | پیشینهٔ جام قهرمانان ای اف اف | پیشینهٔ جام قهرمانان ای اف اف | پیشینهٔ جام قهرمانان ای اف اف | پیشینهٔ جام قهرمانان ای اف اف | پیشینهٔ جام قهرمانان ای اف اف | پیشینهٔ جام قهرمانان ای اف اف |
| سال                          | دور                          | بازی انجام داده              | برد                          | تساوی                        | باخت                         | گل زده                       | گل خورده                     |
| ---------------------------- | ---------------------------- | ---------------------------- | ---------------------------- | ---------------------------- | ---------------------------- | ---------------------------- | ---------------------------- |
| ۲۰۰۶                         | سوم                          | ۳                            | ۱                            | ۱                            | ۱                            | ۶                            | ۶                            |
| ۲۰۰۷                         | نایب قهرمان                  | ۵                            | ۳                            | ۰                            | ۲                            | ۲۶                           | ۷                            |
| ۲۰۰۸                         | سوم                          | ۵                            | ۳                            | ۰                            | ۲                            | ۲۲                           | ۴                            |
| ۲۰۱۱                         | قهرمان                       | ۵                            | ۵                            | ۰                            | ۰                            | ۲۲                           | ۴                            |
| ۲۰۱۲                         | سوم                          | ۴                            | ۳                            | ۰                            | ۱                            | ۲۱                           | ۲                            |
| ۲۰۱۳                         | مرحلهٔ گروهی                  | ۴                            | ۲                            | ۱                            | ۱                            | ۱۲                           | ۳                            |
| ۲۰۱۵                         | قهرمان                       | ۵                            | ۴                            | ۰                            | ۱                            | ۲۷                           | ۷                            |
| مجموع                        | بهترین: قهرمان               | ۳۱                           | ۲۱                           | ۲                            | ۸                            | ۱۳۶                          | ۳۳                           |

### بازیهای جنوب شرق آسیا
| پیشینهٔ بازیهای جنوب شرق آسیا | پیشینهٔ بازیهای جنوب شرق آسیا | پیشینهٔ بازیهای جنوب شرق آسیا | پیشینهٔ بازیهای جنوب شرق آسیا | پیشینهٔ بازیهای جنوب شرق آسیا | پیشینهٔ بازیهای جنوب شرق آسیا | پیشینهٔ بازیهای جنوب شرق آسیا | پیشینهٔ بازیهای جنوب شرق آسیا |
| سال                          | دور                          | بازی انجام داده              | برد                          | تساوی                        | باخت                         | گل زده                       | گل خورده                     |
| ---------------------------- | ---------------------------- | ---------------------------- | ---------------------------- | ---------------------------- | ---------------------------- | ---------------------------- | ---------------------------- |
| 1985                         | قهرمان                       | ۲                            | ۲                            | ۰                            | ۰                            | ۱۰                           | ۰                            |
| 1995                         | قهرمان                       | ۵                            | ۴                            | ۱                            | ۰                            | ۱۶                           | ۳                            |
| 1997                         | قهرمان                       | ۴                            | ۴                            | ۰                            | ۰                            | ۱۱                           | ۳                            |
| 1999                         | لغو شد                       | -                            | -                            | -                            | -                            | -                            | -                            |
| 2001                         | نایب قهرمان                  | ۵                            | ۳                            | ۱                            | ۱                            | ۹                            | ۶                            |
| 2003                         | نایب قهرمان                  | ۴                            | ۲                            | ۰                            | ۲                            | ۱۱                           | ۸                            |
| 2005                         | سوم                          | ۴                            | ۳                            | ۰                            | ۱                            | ۱۴                           | ۲                            |
| 2007                         | قهرمان                       | ۴                            | ۳                            | ۱                            | ۰                            | ۱۸                           | ۲                            |
| 2009                         | نایب قهرمان                  | ۵                            | ۲                            | ۳                            | ۰                            | ۲۲                           | ۵                            |
| 2011                         | لغو شد                       | -                            | -                            | -                            | -                            | -                            | -                            |
| 2013                         | قهرمان                       | ۴                            | ۳                            | ۱                            | ۰                            | ۱۵                           | ۴                            |
| 2015                         | لغو شد                       | -                            | -                            | -                            | -                            | -                            | -                            |
| مجموع                        | بهترین: قهرمان               | ۳۳                           | ۲۳                           | ۶                            | ۴                            | ۱۱۱                          | ۲۹                           |